# Talau
Talau  est un hameau et une ancienne commune rattachée aujourd'hui à Ayguatébia-Talau dans les Pyrénées-Orientales.

## Géographie
La superficie de la commune de Talau est de 1 080 hectares. L'altitude du village est de 1 328 m.

## Urbanisme
Hormis le village de Talau, d'autres localités dispersées sur le territoire actuel ont existé et subsistent parfois sous forme de hameaux ou de mas isolés : Cabrils, Moncles, El Plans (avec l'église Saint-Michel), Serramitjana ou Tuevol (dont l'église a disparu).
Du hameau est visible la tour de Cabrils, tour de guet médiévale.

## Toponymie
Formes anciennes
Les différentes nominations de Talau sont Villa Talatio en 874, Talacho en 876 puis Talazo, Talaz, et Talaxo au Xe siècle, et enfin Talau à partir du XIIIe siècle,.
Dans les recensements de 1358, 1365, 1424, 1720 et 1767, le lieu est cité sous le nom de Vall de Feu. En 1789, figure la mention Laval delfeu, Talau et Moncels. La commune est dénommée La Vall del Feu à la création du département en 1790.
Étymologie
Le nom de Talau vient sans doute d'une racine pré-latine, Tal ou Tala, désignant un front de colline ou un bord de falaise, et correspondant à l'emplacement du lieu, situé sur un plat dominant la vallée du Cabrils. Ce radical Tal suivi du suffixe -atium a donné Talatium, devenu Talatso à l'époque romane. Par la suite le -tium latin et le -ts roman ont évolué en w, processus courant en catalan, à l'instar par exemple de Palatium en Palau.

## Histoire
Au Moyen Âge, le village de Talau fait partie d'un ensemble qui correspond à peu près au territoire actuel de la commune et désigné sous le nom de seigneurie de la Vall del Feu. En font partie les lieux de Cabrils, Moncles, els Plans, Serramitjana et Tuevol, tous actuellement sur le territoire de Talau, ainsi que les lieux de Trappa (à Ayguatébia), Ocenyes et Turol (tous deux aujourd'hui sur la commune d'Oreilla). Cette seigneurie a appartenu à l'abbaye Saint-Michel de Cuxa.
Ayguatébia fusionne avec Talau le 1er janvier 1983 pour former la nouvelle commune d'Ayguatébia-Talau par arrêté préfectoral du 22 décembre 1982[réf. nécessaire].

## Politique et administration

### Canton
En 1790, la commune de Talau est incluse dans le canton d'Olette qu'elle ne quitte plus par la suite, y compris après sa fusion avec Ayguatébia en 1983.

## Population et société

### Démographie ancienne
La population est exprimée en nombre de feux (f) ou d'habitants (H).
| 1358 | 1365 | 1378 | 1424 | 1709 | 1720 | 1767 | 1789 |
| ---- | ---- | ---- | ---- | ---- | ---- | ---- | ---- |
| 15 f | 15 f | 8 f  | 5 f  | 14 f | 8 f  | 90 H | 18 f |

Note :
- 1789 : pour Laval delfeu, Talau et Moncels.

### Démographie contemporaine
La population est exprimée en nombre d'habitants.
| 1793 | 1794 | 1800 | 1804 | 1806 | 1820 | 1826 | 1831 | 1836 |
| ---- | ---- | ---- | ---- | ---- | ---- | ---- | ---- | ---- |
| 111  | 116  | 110  | 114  | 123  | 128  | 150  | 145  | 150  |

| 1841 | 1846 | 1851 | 1856 | 1861 | 1866 | 1872 | 1876 | 1881 |
| ---- | ---- | ---- | ---- | ---- | ---- | ---- | ---- | ---- |
| 145  | 125  | 127  | 132  | 137  | 139  | 134  | 119  | 109  |

| 1886 | 1891 | 1896 | 1901 | 1906 | 1911 | 1921 | 1926 | 1931 |
| ---- | ---- | ---- | ---- | ---- | ---- | ---- | ---- | ---- |
| 108  | 105  | 72   | 89   | 85   | 76   | 46   | 43   | 40   |

| 1936 | 1946 | 1954 | 1962 | 1968 | 1975 | 1982 | - | - |
| ---- | ---- | ---- | ---- | ---- | ---- | ---- | - | - |
| 44   | 49   | 39   | 42   | 25   | 12   | 15   | - | - |

Note : À partir de 1990, les habitants de Talau sont recensés avec ceux d'Ayguatébia, voir Ayguatébia-Talau.

## Culture locale et patrimoine

### Lieux et monuments
- Église Saint-Étienne de Talau, église romane ;
- Église Saint-Michel des Plans, chapelle romane.